# Sopachuy
Sopachuy es una pequeña localidad y municipio de Bolivia, ubicado en la provincia Tomina al centro del  departamento de Chuquisaca. El municipio tiene una superficie de 741 km² y cuenta con una población de 7.312 habitantes (según el Censo INE 2012). La localidad de Sopachuy está a una distancia de 197 km de la ciudad de Sucre, capital del país. El municipio presenta una gran diversidad topográfica, con un clima que varía de húmedo a seco, subhúmedo a húmedo, con una temperatura promedio de 17 °C. y una precipitación anual promedio de 816 mm.

## Toponimia
Originalmente, el pueblo de Sopachuy nació con el nombre quechua Supay Churu, que en castellano quiere decir “La Isla del Diablo”, ya que en la antigüedad era una laguna  y a sus orillas se habían situado sus primeros pobladores que constantemente se enfrentaban a tribus guaraníes. Posteriormente, con la llegada de los españoles y su evangelización se cambió el nombre al de Sopachuy.

## Historia
El balneario natural y pueblo de Sopachuy también llamado Supay Churu que significa la isla del diablo fue fundado el 30 de octubre de 1581 a orillas del Río Horcas y San Antonio, junto a un bosque de pinos, cuando llegó el General José de Insa y Lines con 9 familias castellanas a tomar posesión de las 30 lenguas que los soberanos de España le adjudicaron en premio a los servicios prestados, es así que fundaron por segunda vez Sopachuy, luego plantaron una cruz de madera de Quina, en el centro de la Pampa, invocando la bendición del Señor. Años más tarde la cruz fue trasladada al lugar que hoy ocupa la Capilla de San Pablito.

## Geografía
Al norte limita con los municipios de Villa Zudáñez y Tomina, al sur, con los municipios de El Villar y Tarvita, al este con el municipio de Villa Alcalá, parte del municipio de El Villar y al oeste con el municipio de Icla.
El municipio de Sopachuy es parte de la Cordillera Oriental del departamento de Chuquisaca y presenta características propias de relieve como montañas, serranías y una orientación dominante de noreste a sudeste, así como también los valles con llanuras aluviales de amplitud y geometría variable. 
Los pisos ecológicos son: valles, que comprende zonas ubicadas desde los 1998 a 2400 m s. n. m. que son terrazas aluviales y aéreas entrópicas. Presenta parcelas de cultivos bajo riego y a secano, de superficies pequeñas en pie de monte. Cabeceras de valles o laderas, ubicadas entre los 2400 a 3200 m s. n. m. que se caracteriza por constituirse en una zona tradicional entre el valle y la altura.
El municipio es parte de la cuenca del Río Amazonas, en su subcuenta del Río Grande.

## Demografía
De acuerdo con el censo boliviano de 2024, la población del municipio de Sopachuy es de 6 886 habitantes.
La población del municipio aumentó aproximadamente una décima parte entre 1992 y 2024:
| Año  | Habitantes (municipio) | Fuente |
| ---- | ---------------------- | ------ |
| 1992 | 6121                   | Censo  |
| 2001 | 7241                   | Censo  |
| 2012 | 7228                   | Censo  |
| 2024 | 6886                   | Censo  |

## Economía
La economía del municipio está basada en la agricultura, favorecida porque sus tierras se encuentran rodeadas de ríos y por un clima benigno de cabecera de valle. Los principales cultivos son el maíz, papa y trigo. En Sopachuy es económicamente importante el rubro frutícola, con plantaciones de durazno y manzana. En general, la producción agrícola está destinada al consumo familiar, la provisión de semilla para las futuras campañas y algunos excedentes para el trueque y la venta.
La actividad artesanal está centrada en la producción de tejidos y cerámica.